# Yemaneberhan Crippa
Yemaneberhan Crippa (Dese, Etiopía, 15 de octubre de 1996) es un deportista italiano de origen etíope que compite en atletismo, especialista en las carreras de fondo y campo a través.
Ganó cuatro medallas en el Campeonato Europeo de Atletismo entre los años 2018 y 2024. En los Juegos Europeos de Cracovia 2023 consiguió una medalla de bronce en la prueba de 5000 m.
En la modalidad de campo a través, obtuvo dos medallas en el Campeonato Europeo de Campo a Través, en los años 2019 y 2024.

## Palmarés internacional
| Juegos Europeos    | Juegos Europeos   | Juegos Europeos   | Juegos Europeos |
| Año                | Lugar             | Medalla           | Prueba          |
| ------------------ | ----------------- | ----------------- | --------------- |
| 2023               | Chorzów (Polonia) | Medalla de bronce | 5000 m          |
| Campeonato Europeo |                   |                   |                 |
| Año                | Lugar             | Medalla           | Prueba          |
| 2018               | Berlín (Alemania) | Medalla de bronce | 10 000 m        |
| 2022               | Múnich (Alemania) | Medalla de oro    | 10 000 m        |
| 2022               | Múnich (Alemania) | Medalla de bronce | 5000 m          |
| 2024               | Roma (Italia)     | Medalla de oro    | Media maratón   |

| Campeonato Europeo | Campeonato Europeo | Campeonato Europeo | Campeonato Europeo |
| Año                | Lugar              | Medalla            | Prueba             |
| ------------------ | ------------------ | ------------------ | ------------------ |
| 2019               | Lisboa (Portugal)  | Medalla de bronce  | Individual         |
| 2024               | Antalya (Turquía)  | Medalla de plata   | Individual         |